# Nobody Would Believe
Nobody Would Believe (Nobody Would Believe It) è un cortometraggio muto del 1915 diretto e interpretato da Joseph W. Smiley. Il film, prodotto dalla Lubin e distribuito dalla General Film Company, si basa su un soggetto di Emmett Campbell Hall.

## Produzione
Il film fu prodotto dalla Lubin Manufacturing Company.

## Distribuzione
Distribuito dalla General Film Company, il film - un cortometraggio in una bobina - uscì nelle sale statunitensi il 28 maggio 1915.